# 瑞木薫
瑞木 薫（みずき かおる、1956年 - ）は日本の作曲家、東京芸術大学卒業。代表曲に「響きあう命」など。

## 音楽担当作品

### テレビ
- 世界忍者戦ジライヤ（1988年）
  - 輝け！ジライヤ（挿入歌　歌：筒井巧）
  - 空からひびく声（挿入歌　歌：串田晃）
- 機動刑事ジバン（1989年）
  - 吠えろジバン!（挿入歌　歌：串田晃）
  - 炸裂パッション（挿入歌　歌：日下翔平）
  - ボリスウーマンの秘かなあこがれ（挿入歌　歌：榎田路子）
  - ジバン3大メカの歌（挿入歌　歌：串田晃）
  - ジバンの秘密（挿入歌　歌：日下翔平）
- 特警ウインスペクター（1990年）
  - 太陽の勇者ファイヤー（挿入歌　歌：宮内タカユキ）
  - ファイヤーハリケーン（挿入歌　歌：水木一郎）
  - この命 永遠に（挿入歌　歌：宮内タカユキ）
  - レッツゴー！ファイヤースコード（挿入歌　歌：宮内タカユキ）
  - 勇者ウインスペクター（挿入歌　歌：水木一郎）
  - ジャスト・ギガストリーマー（挿入歌　歌：水木一郎）
- 特救指令ソルブレイン（1991年）
- 特捜エクシードラフト（1992年）
- 忍者戦隊カクレンジャー（1994年）
  - 無敵将軍、只今参上!（挿入歌　歌：宮内タカユキ）
  - 星よ、にじむな!（挿入歌　歌：宮内タカユキ）
- 重甲ビーファイター（1995年）
  - 戦士たちよ（挿入歌　歌：石原慎一）
- 超力戦隊オーレンジャー（1995年）
  - オーレンジャースピリット（挿入歌　歌：速水けんたろう）
- プリンセス・プリンセス（2006年）

### 映画
- 「人造人間ハカイダー」（1995年） 一部編曲のみ、映像ではノンクレジット

### ゲーム
- がんばれゴエモン〜宇宙海賊アコギング〜（1996年）
- ウルトラマン Fighting Evolution（1998年）
- 幻想水滸伝II（1998年） 編曲のみ
- デスクリムゾンOX（2000年）
- ムサピィのチョコマーカー（2002年）
- Cox-Bax（2003年）
- プリンセス・プリンセス 姫たちのアブナい放課後（2006年）

## 合唱曲
- 「女の子のマーチ」（1981年）
- 「しゃっくり」（1984年）
- 「翔る川よ」（1998年）
- 「ぜんぶ空」（2000年）
- 「エール〜君の空〜」（2003年）
- 「地球の鼓動」（2004年）
- 「花笑」（2005年）
- 「響きあう命」（2008年）
- 「星に誓いを」（2009年）

## 吹奏楽
- 吹奏楽のための「変容」（第34回全日本吹奏楽コンクール課題曲）